# 卡洛·金
卡洛·金·克萊因（英語：Carole King Klein，1942年2月9日—），美國著名流行音樂家。她和丈夫格里·戈芬在60年代即寫了20餘首熱門歌曲。1971年個人作品《織錦畫》（Tapestry）更成為流行音樂史上第一張在一年內即創下800萬銷量的專輯，高踞告示牌專輯榜榜首15個星期，並停留排行榜超過6年。
卡洛·金個人一共獲得過4座格萊美獎，並入選了歌曲作者名人堂和搖滾名人堂。且擁有女歌手專輯和單曲流行榜No.1上榜時間最長的記錄。

## 簡介
卡洛·金原名為Carol Joan Klein（她加了“e”在她的名字裏），1942年出生在紐約市曼哈頓區一個猶太家庭，在布魯克林長大，在那裏開始唱歌、演奏鋼琴，並在詹姆斯·麥迪遜高中組成了一個名為Co-Sines的四重唱。少年時作為一個夢想著成為歌手的她，決定給自己一個新的姓氏 - King。她參加了紐約市立大學皇后學院 ，在那裡她結識了尼尔·萨达卡、保羅·西蒙和格里·戈芬。
卡洛·金和格里·戈芬在1960年9月結婚，並有兩個女兒路易絲·高芬和Sherry Goffin Kondor，但他們於1968年離婚。卡洛·金失去了對戈芬的感覺是因為她的精神健康，及希望減少它對他們孩子的影響，不過卡洛·金仍然會找格里·戈芬諮詢歌曲的意見。

## 外部連結
- 官方网站
- 卡洛·金的Discogs页面（英文）
- 卡洛·金在互联网电影资料库（IMDb）上的資料（英文）
- 互聯網百老匯資料庫（IBDB）上卡洛·金的資料（英文）